# Nedre Mörttjärnen (Ljusdals socken, Hälsingland)
Nedre Mörttjärnen är en sjö i Ljusdals kommun i Hälsingland och ingår i Ljusnans huvudavrinningsområde.